# 阿克瓦亞費河
阿克瓦亞費河是非洲中西部的河流，位於喀麥隆和尼日利亞接壤的邊境，處於喀麥隆首都雅溫得以西約300公里，最終注入大西洋，河口處在幾內亞灣。